# 5079 Брубек
5079 Брубек (5079 Brubeck) — астероїд головного поясу.
Тіссеранів параметр щодо Юпітера — 3,340.